# Sedma dalmatinska brigada NOVJ-a
Sedma dalmatinska udarna brigada NOVJ-a (poznata i pod imenima Primorska brigada i Treća brigada 35. ličke divizije) formirana je 12. rujna 1943. godine u Karinu od Druge grupe sjevernodalmatinskih NOP odreda.
Od formiranja 19. divizije do kraja 1943. godine Sedma dalmatinska brigada borila se u njezinom sastavu kao njena Treća brigada. Od siječnja do lipnja 1944. bila je angažirana u borbama u Lici pod zapovjedništvom 35. ličke divizije, a lipnja 1944. je i službeno proglašena Trećom brigadom 35. divizije.
Prilikom osnutka, Sedma dalmatinska brigada imala je 1.420 boraca. Budući da je područje Like bilo u velikoj mjeri mobilizacijski iscrpljeno, brigada je tijekom borbi u Lici imala problema s popunom. 27. srpnja 1944. imala je 843 borca, a 15. rujna 1944. svega 777 boraca.
U sastavu 35. ličke divizije odnosno Jedanaestog hrvatskog korpusa Sedma dalmatinska brigada borila se protiv ustaških postrojbi štaba „Zapoli“, 114. lovačke, te 373. i 392. legionarske divizije. Područje Like bilo je strateški važno i osjetljivo zbog vitalnih prometnica koje prolaze kroz tu oblast. Stoga su postrojbe NOVJ-a u Lici, uključujući i Sedmu dalmatinsku brigadu sve do samog kraja rata bile angažirane u intenzivnim i složenim borbenim operacijama. Borci Sedme dalmatinske brigade pokazali su čvrstinu i odvažnost u tim borbama, pa je odlukom Glavnog štaba NOV i PO Hrvatske od 16. listopada 1944. godine proglašena udarnom.